# لوري وين كارلسون
لوري وين كارلسون (بالإنجليزية: Laurie Winn Carlson)‏ هي كاتِبة أمريكية، ولدت في 27 يناير 1952 في سونورا في الولايات المتحدة.